# اچ‌ام‌اس دریاد (۱۷۹۵)
اچ‌ام‌اس دریاد (۱۷۹۵) (به انگلیسی: HMS Dryad (1795)) یک کشتی بود. این کشتی در سال ۱۷۹۵ ساخته شد.